# 바구미과

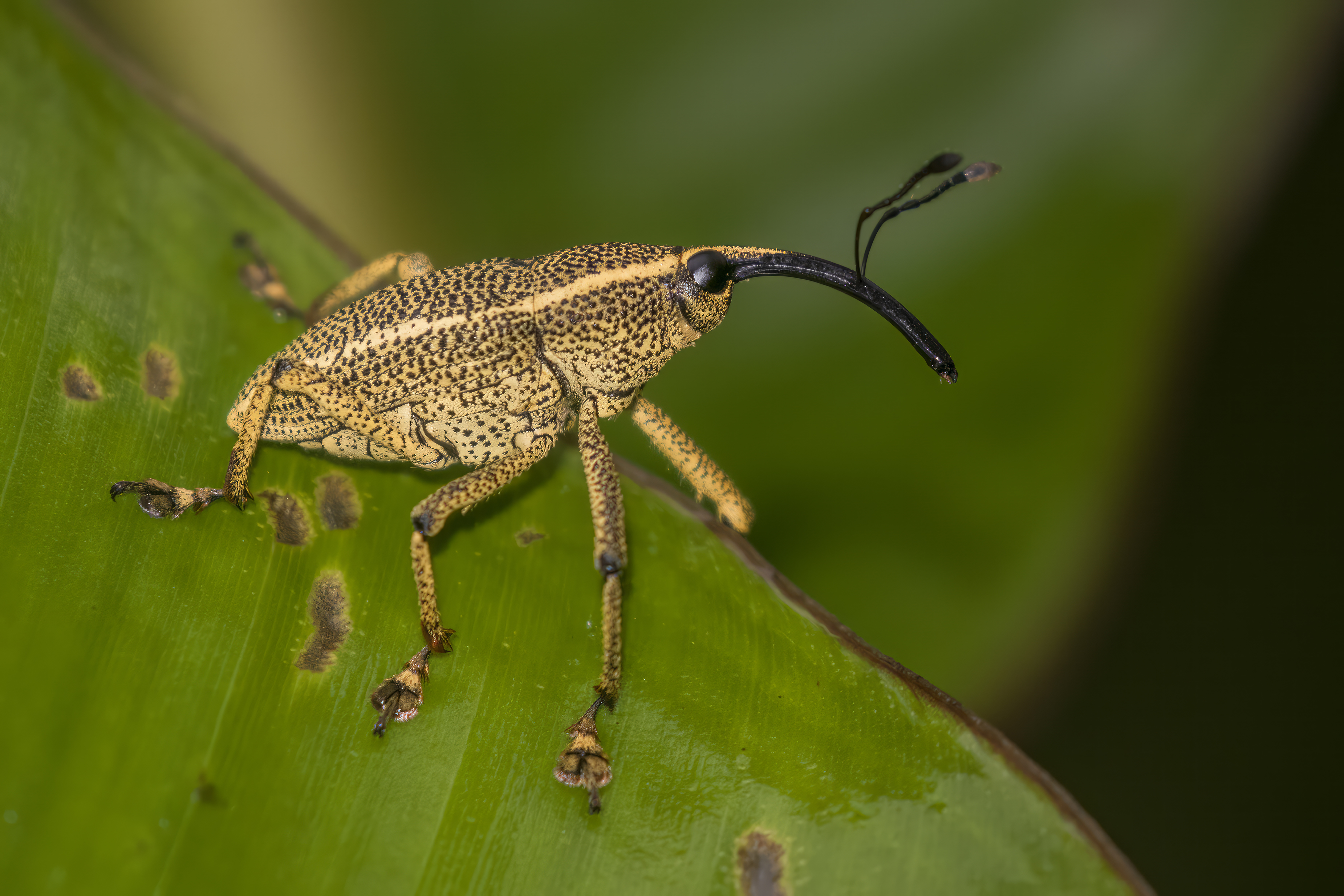

바구미과(Curculionidae, snout beetles, true weevils)는 바구미의 한 과이다. 이 과에 속한 생물들은 전 세계적으로 6,800속, 83,000종으로 구성된 가장 큰 동물과 중 하나이다. 이것들은 침봉바구미과(Brentidae)의 자매 그룹이다.
다른 바구미와 별로 닮지 않았기 때문에 전통적으로 나무좀과(Scolytidae)라는 별개의 과로 간주되었다. 이 과에는 암브로시아 딱정벌레도 포함되는데, 이들 중 현재의 아과인 긴나무좀아과(Platypodinae)는 이전에는 긴나무좀과(Platypodidae)와 별개로 간주되었다.